# 排气系统

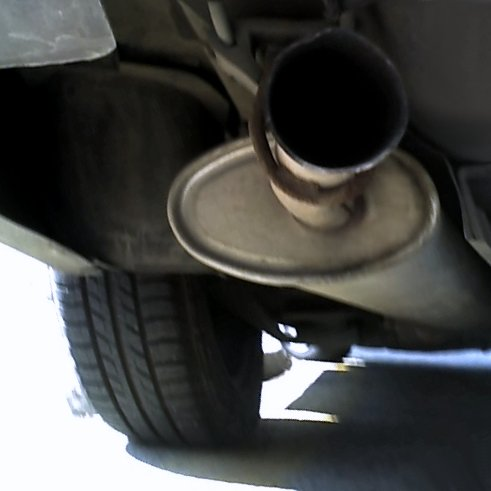
汽车上的排氣管

排气系统是機動車的一個功能，用于引导機動車內的发动机因燃燒產生的尾氣離開機動車，排气管是排气系统的一部分。尾氣常常為有毒有害氣體，並最終通過排气管排入空氣中。由於機動車內所产生的气体溫度非常高，排氣管必须具有耐热性。

## 外部來源
- . 三立新聞網. 2019-02-19  [2023-11-11]. （原始内容存档于2023-11-11） –車訊網.
- . 三立新聞網. 2019-02-19  [2023-11-11]. （原始内容存档于2023-11-11） –車訊網.